# Tsghuk (vulkan)
Tsghuk (armeniska: Ծղուկ, azerbajdzjanska: Qarqar) är en vulkan i Armenien på gränsen till Azerbajdzjan. Den ligger i provinsen Siunik, i den sydöstra delen av landet, 140 kilometer öster om huvudstaden Jerevan. Toppen på Tsghuk är 3 000 meter över havet.
Terrängen runt Tsghuk är huvudsakligen kuperad, men den allra närmaste omgivningen är platt. Runt Tsghuk är det ganska glesbefolkat, med 42 invånare per kvadratkilometer.. Närmaste större samhälle är Angeghakot, 19,0 kilometer söder om Tsghuk.
Trakten runt Tsghuk består i huvudsak av gräsmarker.